# Balila
Balila es un plato libanés que consiste en garbanzos que se han hervido junto con jugo de limón, ajo y varias especias. Se sirve como un plato de mezze caliente. El nombre también se usa para un plato egipcio diferente hecho de trigo, leche, nueces y pasas.